# Intensive Care (album)
Intensive Care is het negende solo-album en zesde studio-album van de Engelse
popster Robbie Williams, uitgebracht op 24 oktober 2005.
Het album zou oorspronkelijk niet worden uitgebracht in Noord-Amerika, maar Itunes maakte dit toch mogelijk, waarschijnlijk omdat Williams net veel indruk had gemaakt op Live 8.

## Tracklist

### Album
- 1. "Ghosts" - 3:42
- 2. " Tripping " – 4:36
- 3. " Make Me Pure " – 4:3
- 4. "Spread Your Wings" – 3:50
- 5. " Advertising Space " – 4:37
- 6. "Please Don't Die" – 4:48
- 7. "Your Gay Friend" – 3:21
- 8. " Sin Sin Sin " – 4:09
- 9. "Random Acts of Kindness" – 4:15
- 10. "The Trouble with Me" – 4:20
- 11. "A Place to Crash" – 4:34
- 12. "King of Bloke and Bird" – 6:13

### Singles
| Single met eventuele hitnotering(en) in de Nederlandse Top 40 | Datum van verschijnen | Datum van binnenkomst | Hoogste positie | Aantal weken | Opmerkingen         |
| ------------------------------------------------------------- | --------------------- | --------------------- | --------------- | ------------ | ------------------- |
| Tripping                                                      | 3-10-2005             | 8-10-2005             | 1               | 17           |                     |
| Make Me Pure                                                  |                       | 19-11-2005            | 15              | 8            | B-kant van Tripping |
| Advertising Space                                             | 12-12-2005            | 24-12-2005            | 5               | 12           |                     |
| Sin Sin Sin                                                   | 8-5-2006              | 3-6-2006              | 9               | 11           |                     |

## Geschiedenis

### Tot stand komen
Eind 2004 toerde Robbie Williams in Latijns-Amerika, ter promotie van zijn Greatest Hits-album. Toen die tour klaar was begon hij aan wat zijn zesde studio-album moest worden. Het grootste gedeelte hiervan werd geschreven door Williams op zijn slaapkamer. Ook Stephen Duffy schreef mee, ter vervanging van Guy Chambers.
Het duurde ongeveer 24 maanden om het album te schrijven en op te nemen. Het album is mede geïnspireerd door The Human League.

### Succes
Het album werd officieel als eerste uitgebracht in Berlijn, Duitsland op 9 oktober 2005. De eerste single Tripping werd een nummer 1-hit. In de eerste week werden er 375.000 exemplaren verkocht. Na Tripping werd Make Me Pure gelanceerd als B-kant van Tripping. Dit nummer werd geen succes. De single Advertising Space deed het weer beter. Maanden nadat Tripping in de hitlijsten had gestaan, besloot Williams om alsnog de single Sin Sin Sin uit te brengen.
Het album werd in 2006 opgevolgd door Rudebox.